# Měnínská brána

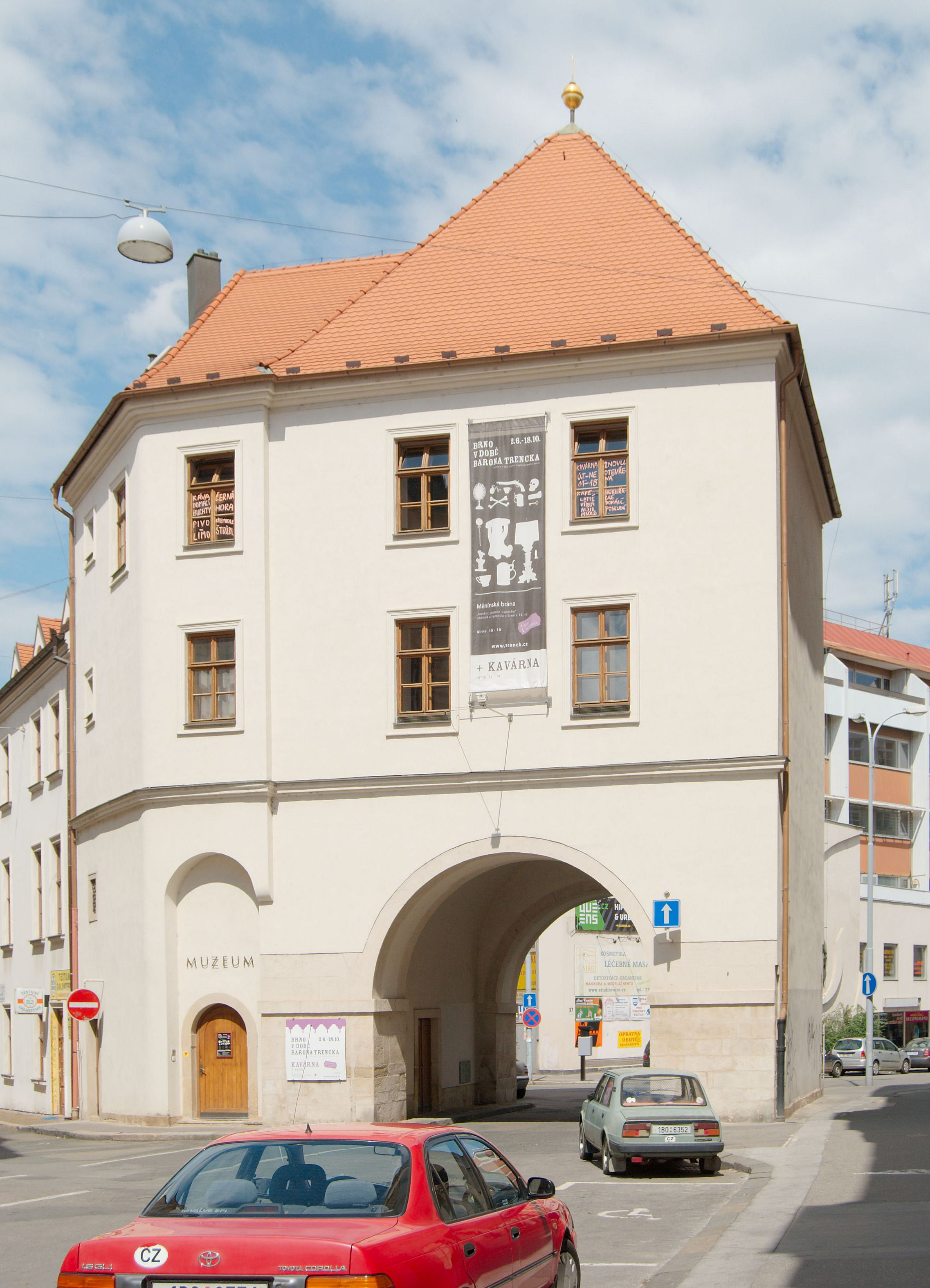
Měnínská brána

Měnínská brána je jediná dochovaná městská brána v Brně nacházející se v Orlí ulici nedaleko Malinovského náměstí. Její počátky sahají do 13. století, kdy tvořila součást brněnských městských hradeb. Po rekonstrukci koncem 70. let 20. století, která objekt uzpůsobila výstavním účelům, spravuje budovu brány Muzeum města Brna, které ji využívá jako výstavní prostory. Společně s dalšími zbytky městského opevnění je Měnínská brána od roku 1964 památkově chráněna.

## Historie

### Městské opevnění Brna
Vznik městských hradeb Brna sahá do 13. století, první písemná zmínka o nich pochází z roku 1243. Hradby uzavíraly plochu asi 36 hektarů a byly vybaveny baštami a věžemi, které by pomohly odrazit případný útok nepřátel. Po roce 1486 byly rozšířeny až k tehdejšímu klášteru augustiniánů, o století později pak prošly rozsáhlou přestavbou, mimo jiné byly opatřeny barbakány. Vstup do města umožňovalo původně pět městských bran, a to Brněnská na Šilingrově náměstí, tzv. Branka na ulici Jánské, dále Měnínská brána na Orlí, Veselá brána na konci ulice Veselé a brána Židovská v místě současného vyústění Masarykovy ulice do ulice Nádražní. Židovská brána byla jediná, kterou mohli používat Židé pro vstup do města.
Brněnské hradby patřily v době svých počátků k nejdokonalejším v Evropě. Další přestavby brněnských hradeb byly realizovány po skončení třicetileté války. V 19. století začaly být hradby i brány postupně bourány a z původních pěti brněnských bran se dochovala jen brána Měnínská. Místa, kde se nacházelo městské opevnění, byla zastavěna, z hradební zdi se do současnosti dochovalo jen několik fragmentů zdiva. Asi nejlépe zachovalá část městských hradeb kromě Měnínské brány se nachází za budovou Střední uměleckoprůmyslové školy na Husově ulici.

### Měnínská brána
Název Měnínské brány je odvozen od názvu Měnínské čtvrti, jež byla jednou ze 4 čtvrtí původního města Brna. První zmínka o bráně pochází z června roku 1293. V této době se však nacházela na spojnici ulic Kobližné a Jánské, čili o ulici severněji, než stojí nyní. Zmínka z roku 1348 uvádí, že v místech, kde stojí Měnínská brána dnes, se nacházela městská Branka a Měnínská brána se nacházela o ulici vedle. Není přesně jisté, kdy byla brána přemístěna, pravděpodobně se tak stalo ve třicátých letech 14. století. Důvodem jejího přemístění byl městský potok, který protékal Kobližnou ulicí a zejména v době dešťů velmi znesnadňoval průjezd vozů branou. Brány představovaly nejzranitelnější místa opevnění, proto byly neustále střeženy. Měnínská brána se navíc nacházela na důležité obchodní cestě a většina oblehatelů Brna směřovala své útoky právě sem, proto byla tato brána střežena zvýšenou měrou. Když městu hrozil útok nepřátel, posloužila brána jako skladiště zbraní a střeliva.
Koncem 16. století byly na bránu instalovány věžní hodiny, které zhotovil hodinář z Přibic u Vranovic. K důležité události pro další vývoj Měnínské brány došlo po konci třicetileté války: u několika bran včetně Měnínské byly strženy barbakány. To bylo zapříčiněno zejména tím, že před Měnínskou branou byl vybudován mohutný bastion, čímž barbakán de facto ztrácel svou funkci.
V roce 1839 byla výška Měnínské brány snížena o jedno patro a stavba byla uzpůsobena obytným účelům. Přibližně o deset let později bránu koupila místní obchodnice, jejíž rodině brána sloužila až do šedesátých let 20. století. V roce 1945 byla brána silně poškozena válečnými událostmi. Začala se opravovat až v roce 1978, pro veřejnost byla otevřena v roce 1983; autorem rekonstrukce byl Kamil Fuchs.
Dnes se v „útrobách a sklepení“ brány nachází výstavní prostory. V letech 1983–1990 se zde nacházela stálá expozice Brno a zbraně staletí, v 90. letech se v prostorách brány konaly krátkodobé výstavy; v této době sloužily krátkou dobu její sklepní prostory také jako vinárna. Na počátku 21. století zde byla instalována trvalá výstava s názvem Brána času, která prezentovala archeologické nálezy z území Brna a která byla uzavřena v roce 2006. Poté byla brána pro veřejnost téměř dva roky uzavřena, znovu zpřístupněna byla v srpnu 2008 výstavou O brněnských kavárnách u kafíčka, kterou následovaly další krátkodobé výstavy. Od roku 2010 zde sídlilo Muzeum hraček, které ale bylo v roce 2020 kvůli havarijnímu stavu budovy uzavřeno. Brána následně zůstala bez využití a město začalo připravovat její rekonstrukci a zřízení multimediální expozice o brněnském městském opevnění. Rekonstrukce brány podle projektu společnosti Architekti Hrůša & spol., Ateliér Brno architekta Petra Hrůši a s náklady 27 milionů korun byla zahájena v dubnu 2025 s předpokládaným dokončením v roce 2027.